# Абгорреры
Абгорреры (англ. Abhorrers), редко абгореры, — название политической партии 1679 года, в Англии во времена Карла II. Включала членов высокой церкви и ультра-роялистов, во всём одобрявших политику правительства, и ревностно боровшихся с диссидентами и любой другой оппозицией.
Их противники, требовавшие перемен к лучшему в управлении, назывались петиционерами (petitioners).
Названия партий были особенно в ходу во время прений об исключении герцога Йоркского, брата Карла II, из престолонаследия; впоследствии эволюционировали в названия «виги» и «тори».